# Miranda Leek
Miranda Leek (Des Moines, 18 de mayo de 1993) es una deportista estadounidense que compitió en tiro con arco, en la modalidad de arco recurvo.
Ganó dos medallas en el Campeonato Mundial de Tiro con Arco en Sala de 2012 oro por equipo y plata individual. Participó en los Juegos Olímpicos de Londres 2012, ocupando el sexto lugar en la prueba de equipo.

## Palmarés internacional
| Campeonato Mundial en Sala | Campeonato Mundial en Sala | Campeonato Mundial en Sala | Campeonato Mundial en Sala |
| Año                        | Lugar                      | Medalla                    | Prueba                     |
| -------------------------- | -------------------------- | -------------------------- | -------------------------- |
| 2012                       | Las Vegas (Estados Unidos) | Medalla de oro             | Equipo                     |
| 2012                       | Las Vegas (Estados Unidos) | Medalla de plata           | Individual                 |